# Gąbin (ville)
Pour les articles homonymes, voir Gąbin.
Gąbin (prononciation : [ˈɡɔmbin]) est une ville de la voïvodie de Mazovie, dans le nord-est de la Pologne.
Elle est située approximativement à 22 kilomètres au sud de Płock, siège de le powiat et 103 kilomètres à l'ouest de Varsovie, capitale de la Pologne.
Elle couvre une surface de 28,16 km2 et comptait 4 053 habitants en 2010.
Gąbin est le siège administratif (chef-lieu) de la commune de Gąbin.

## Histoire
Fondée au XIIIe siècle, Gąbin obtient le statut de ville en 1437.
La ville possédait une importante population de religion juive.

En 1710, la Synagogue de Gabin, toute en bois y est construite.

En 1939, la population juive de Gąbin s'élève à 3 100 personnes.

Quelques jours après le début de l'invasion de la Pologne par les troupes nazies, les Allemands, accompagnés des fascistes locaux, mettent le feu à la synagogue et à l'école talmudique le 21 septembre 1939, le jour sacré de Yom Kippour, après les avoir aspergées d'essence.

Après la guerre, de toute la population juive de Gąbin, il ne reste que 230 personnes.
De 1975 à 1998, elle fait partie de la voïvodie de Płock.

## Galerie

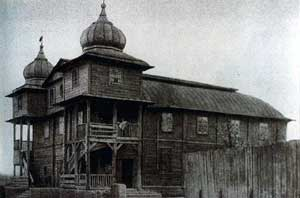
Photo de la synagogue
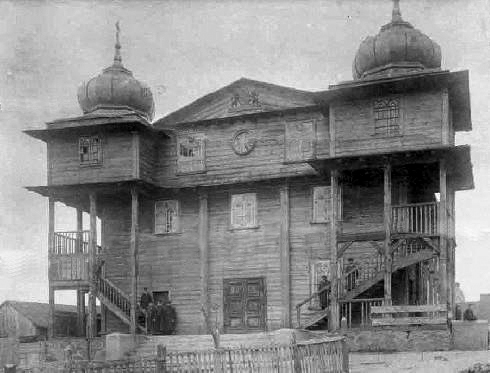
La synagogue de Gabin, entièrement en bois et détruite durant la Seconde Guerre Mondiale
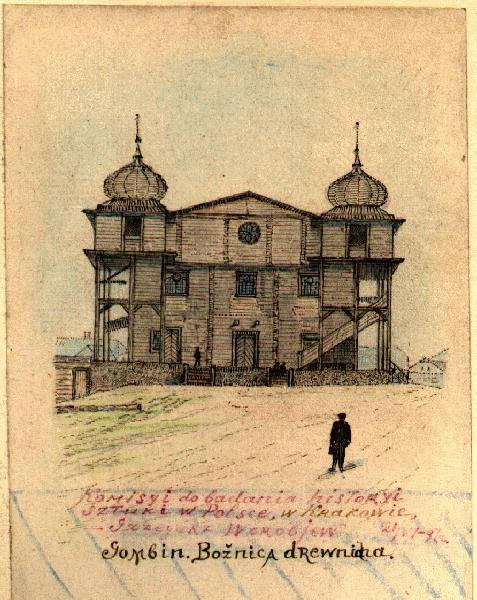
Dessin de 1893 de la Synagogue de Gabin

## Géographie
La ville est traversée par la Nida, non loin de la Vistule.

## Relations internationales

### Jumelages
- Saint-Barthélémy-d'Anjou ( France, Maine-et-Loire)